# Robert Solow
Robert Merton Solow (New York, 23 agosto 1924 – Lexington, 21 dicembre 2023) è stato un economista statunitense, vincitore della John Bates Clark Medal nel 1961 e del premio Nobel per l'economia nel 1987, «per i suoi contributi alla teoria della crescita economica».

## Biografia
Robert Solow nacque a Brooklyn, New York, da una famiglia ebrea, il 23 agosto 1924. Prese parte, nelle file dell'esercito americano, alla Seconda guerra mondiale, dal 1942 al 1945. Conseguì il dottorato in economia presso l'Università Harvard, studiando con il professor Wassily Leontief, economista di origine russa, Premio Nobel per l'economia nel 1973 e inventore del sistema input-output. Ha proseguito la sua attività di economista alla Columbia University e al Massachusetts Institute of Technology. Dal 1985 è socio straniero dell'Accademia Nazionale dei Lincei.

## L'attività scientifica

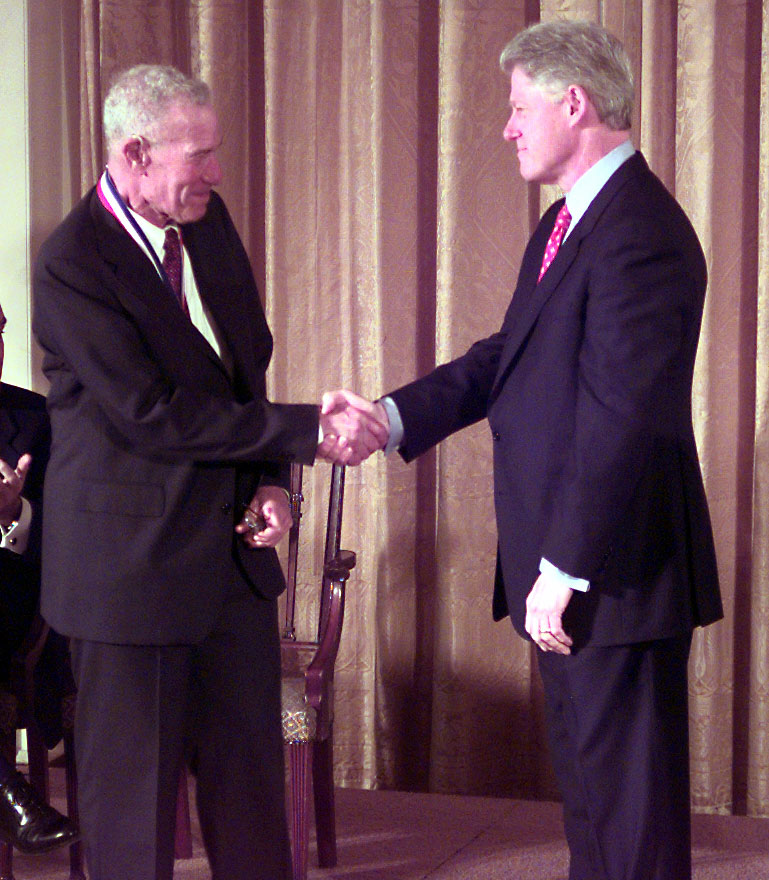
Il presidente statunitense Bill Clinton gli conferisce il National Medal of Science.

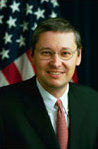
L'economista N. G. Mankiw

Solow è conosciuto soprattutto per il modello di crescita economica che porta il suo nome, diventato poi il paradigma del modello neoclassico di crescita, detto anche modello di crescita esogena. Il modello permette di separare le determinanti della crescita del prodotto in variazioni positive di input: (lavoro e capitale); l'incremento di reddito che non risulta spiegato dall'incremento dei due input viene attribuito al progresso tecnologico; nell'ambito di tale teoria il progresso tecnico è infatti denominato anche residuo di Solow. Con l'impiego del suo modello, Solow calcolò che circa quattro quinti nella crescita marginale dell'output per unità di lavoro negli Stati Uniti era attribuibile al progresso tecnico, giacché non era attribuibile né alla crescita del capitale né alla crescita della forza lavoro. Egli sostiene che la crescita dipenda dal progresso tecnologico, ma non spiega in che modo sia possibile aumentarlo.
A partire dalla divulgazione del suo primo lavoro, nel 1950, sono stati proposti ulteriori e più sofisticati modelli. Negli anni ottanta i suoi sforzi si concentrarono sul ruolo giocato dal progresso tecnologico nell'economia. Da questi studi si è sviluppata la teoria della crescita endogena (o new growth theory).
Un importante potenziamento al modello di Solow è stato apportato dall'importante contributo di N. Gregory Mankiw, David Romer e David Weil nel 1991. I tre economisti americani dimostrano che se si include il capitale umano nel concetto di capitale presente nel modello di Solow, la capacità esplicativa del modello risulta enormemente potenziata. 
Altri importanti contributi di Solow alla scienza economica si sono avuti nell'economia del lavoro, in particolare nella teoria dei salari di efficienza, dove ha formulato la condizione di Solow.
Negli ultimi anni Solow è stato professore emerito presso la Sloan School of Management del MIT.
Robert Solow è anche stato Presidente dell'Istituto I.S.E.O (Istituto di Studi Economici e per l'Occupazione): un ente non profit con sede a Iseo (provincia di Brescia) dedito all'organizzazione di convegni e summer school internazionali in campo economico. Solow è succeduto alla presidenza dell'Istituto I.S.E.O dopo la morte del fondatore Franco Modigliani.

## Opere
- A contribution to the Theory of Economic Growth. Quarterly Journal of Economics, 1956.
- Linear programming and economic analysis, coautori Robert Dorfman e Paul A. Samuelson, New York, McGraw-Hill, 1958.
- Capital theory and the rate of return, Amsterdam, North-Holland, 1963.
- The nature and sources of unemployment in the United States,
- Insiders and Outsiders in Wage Determination. Scandinavian Journal of Economics. 1985.
- Growth theory: an exposition, Oxford, Clarendon press, 1970. Trad. it. La teoria della crescita: un'esposizione, Milano, Edizioni di Comunità, 1990. ISBN 88-245-0463-9
- The labor market as a social institution, Cambridge, Mass. Basil Blackwell, 1990. Trad. it. Il mercato del lavoro come istituzione sociale, Bologna, Il mulino, 1994. ISBN 88-15-04212-1
- Lezioni sulla teoria della crescita endogena, Roma, NIS, 1994. ISBN 88-430-0258-9
- A Critical Essay on Modern Macroeconomic Theory, con Frank Hahn, Oxford, Blackwell, 1995.
- Crescita, produttività, disoccupazione, Bologna, Il mulino, 1996. ISBN 88-15-05702-1
- Learning from "Learning by doing" : lessons for economic growth, Stanford, Stanford University Press, 1997.
- Inflazione, disoccupazione, politica monetaria, Milano, Etas, 1998. ISBN 88-453-0920-7